# Saint-Julien (Québec)
Pour les articles homonymes, voir Saint-Julien.
Saint-Julien est une municipalité québécoise de la municipalité régionale de comté des Appalaches au Québec (Canada) et de la région administrative de Chaudière-Appalaches.

## Toponymie
Elle est nommée en l'honneur de l'abbé Julien-Melchior Bernier.

## Histoire
Installé le long du chemin Gosford vers 1850, Saint-Julien est le premier lieu d'établissement de colons canadiens-français et irlandais dans le canton.

### Chronologie
- 1er juillet 1855 : Érection du township de Wolfestown.
- 2 avril 1960 : Le township de Wolfestown devient la paroisse de Saint-Julien.
- 18 juin 2005 : Saint-Julien change son statut pour celui de municipalité.

## Géographie
La municipalité est située dans les monts Notre-Dame et plusieurs cours d'eau coulent sur son territoire dont la rivière Larochelle qui, à partir de son crénon, coule du sud-est vers le nord-est de la municipalité et la rivière Blanche, qui traverse le sud-ouest et coule vers le nord-est jusqu'à sa confluence avec la rivière au Pin qui coule vers le nord-ouest dans le sud de la municipalité.

## Démographie
| 1996 | 2001 | 2006 | 2011 | 2016 | 2021 |
| ---- | ---- | ---- | ---- | ---- | ---- |
| 420  | 415  | 403  | 406  | 376  | 378  |

## Administration
Les élections municipales se font en bloc pour le maire et les six conseillers.
| Saint-Julien Maires depuis 2001                                                                                      |                     |         |          |
| Élection | Maire               | Qualité | Résultat |
| 2001 | Jacques Laprise     |         | Voir     |
| 2005 | Jacques Laprise     | Voir    |          |
| 2009 | Jacques Laprise     | Voir    |          |
| n/d | Serge Laliberté     |         | Voir     |
| 2013 | Serge Laliberté     | Voir    |          |
| 2017 | Jacques Laprise (2) |         | Voir     |
| 2021 | Jacques Laprise (2) | Voir    |          |
| Élection partielle en italique Depuis 2005, les élections sont simultanées dans toutes les municipalités québécoises |                     |         |          |

## Patrimoine
L'église Saint-Julien a été érigée en 1912 selon les plans de l'architecte Louis-Napoléon Audet. Auparavant, une chapelle avait été construite en 1859. Elle avait été remplacée par une première église détruite par les flammes en 1904. Un presbytère est situé près de l'église actuelle. La dévotion catholique s'exprime aussi par un monument du Sacré-Cœur, une croix de chemin et une chapelle érigée en 1918.